# 拓跋俊
拓跋俊（5世紀—441年），魏明元帝拓跋嗣之子，生母不詳。

## 生平
泰常七年夏四月甲戌（422年5月8日），拓跋俊被封新兴王，加号镇军大将军。拓跋俊年少时擅长骑马射箭，有许多才能技艺。太延六年（440年）四月，拓跋俊和浮阳公拓跋齐参与讨伐反叛的秃发保周。拓跋俊之后因为犯法被定罪，于太平真君二年三月庚戌（441年5月4日），被降爵位为公。拓跋俊喜好美酒和女色，多次超越法度，生母之前因为获罪而死，拓跋俊心怀不满，很是有违逆之心。被降低爵位的当年事发，拓跋俊被赐令自杀，封国被削除。

## 延伸阅读
[在维基数据编辑]
 《魏書·卷17》，出自魏收《魏书》
 《北史·卷016》，出自李延壽《北史》